# Макаренко, Андрей Александрович
Андрей Александрович Макаренко (бел. Андрэй Аляксандравіч Макаранка; род. 16 марта 2002, Малые Немки, Гомельская область) — белорусский футболист, защитник клуба «Ислочь». 

## Карьера

### «Шахтёр» Солигорск

#### Начало карьеры
Начинал заниматься футболом в ветковской ДЮСШ и гомельской СДЮШОР-8. В 2015 году отправился в «Академию АБФФ». В 2019 году присоединился к солигорскому «Шахтёру», где стал выступать за дублирующий состав. Дебютировал за клуб 4 августа 2019 года в матче Кубка Беларуси против гомельского «Локомотива», выйдя на замену в начале второго тайма. В октябре 2019 года продлил контракт с солигорским клубом . В начале сезона 2021 года вместе с клубом стал обладателем Суперкубка Беларуси, победив борисовский БАТЭ, однако на поле так и не вышел. Свой дебютный матч в чемпионате сыграл 25 апреля 2021 года против брестского «Руха», выйдя на замену на 91 минуте. На протяжении сезона также подтягивался к матчам с основной командой, однако выступал преимущественно за дублирующий состав. По итогу сезона вместе с клубом стал победителем чемпионата.

#### Аренда в «Шахтёр» Петриков
В марте 2022 года отправился выступать за фарм-клуб петриковский «Шахтёр» из Первой лиги. Дебютный матч за клуб сыграл 9 апреля 2022 года в матче против новополоцкого «Нафтана», выйдя на поле в стартовом составе. Футболист быстро  смог закрепиться в основной команде петриковского клуба, однако затем с июля 2022 года выбыл из распоряжения клуба, позже преимущественно выходя на поле со скамейки запасных, результативными действиями так и не отличившись. По итогу сезона вместе с петриковским клубом стал бронзовым призёром Первой лиги. В ноябре 2023 года вернулся в распоряжение солигорского «Шахтёра», где стал тренироваться с основной командой клуба. Также вместе с клубом 26 ноября 2022 года сыграл матч в рамках Кубка Беларуси, где обыграли «Минск» и вышли в четвертьфинал турнира.

#### Сезон 2023
В начале 2023 года стал полноценно тренироваться с основной командой клуба, вместе с которой готовился к новому сезону. Новый сезон начал 25 февраля 2023 года с победы за Суперкубок Беларуси, где солигорский клуб одержал победу над «Гомелем», а сам футболист остался на скамейке запасных. В апреле 2023 года появилась информация, что к футболисту проявляют интерес клубы российской Премьер-Лиги. Первый матч в сезоне сыграл 26 мая 2023 года против бобруйской «Белшины», выйдя на поле в стартовом составе. Затем часть сезона провёл на скамейке запасных, а с августа 2023 года, после ухода многих ключевых игроков, стал одним из ключевых игроков. По итогу сезона вместе с клубом сохранил прописку в Высшей лиге, завершив чемпионат в подвале турнирной таблицы из-за снятых очков.

#### Сезон 2024
Новый сезон начал 6 марта 2024 года с четвертьфинального матча Кубка Беларуси против жодинского «Торпедо-БелАЗ», выйдя на поле в стартовом составе. Первый матч в новом сезоне за клуб в чемпионате сыграл 14 апреля 2024 года против мозырской «Славии», выйдя на замену на 74 минуте. Первым результативным действием за клуб отличился 27 сентября 2024 года в матче против борисовского БАТЭ, отдав голевую передачу. По итогу сезона вместе с клубом завершил чемпионат на итоговом последнем месте, вылетев в Первую лигу. На протяжении сезона выступал за клуб в роли одного из ключевых игроков, отличившись своей единственной голевой передачей. В январе 2025 года покинул солигорский клуб, расторгнув контракт по соглашению сторон.

### «Ислочь»
В феврале 2025 года находился в расположении «Ислочи». Официально 12 февраля 2025 года на правах свободного агента присоединился к клубу, подписав двухлетний контракт. Дебютировал за клуб 5 марта 2025 года в четвертьфинальном матче Кубка Беларуси против гродненского «Немана», выйдя на поле в стартовом составе. По итогу ответной четвертьфинальной встречи 9 марта 2025 года «Ислочи» было присуждено техническое поражение из-за замена вратаря перед серией пенальти. Первый матч в чемпионате сыграл 14 марта 2025 года против мозырской «Славии», выйдя на поле в стартовом составе. Дебютным забитым голом за клуб  отличился 20 июня 2025 года в матче против «Сморгони».

## Международная карьера
В 2018 году вызывался в юношескую сборную Беларуси до 17 лет. В сентябре 2022 года был вызван в молодёжную сборную Беларуси. Дебютировал за сборную 15 ноября 2023 года в товарищеском матче против сборной России. Затем в ноябре 2023 года вместе со сборной отправился на квалификационные матчи молодёжного чемпионата Европы.

## Достижения
«Шахтёр» Солигорск
- Обладатель Суперкубка Беларуси (2): 2021, 2023
- Чемпион Беларуси: 2021